# Idioma gitua
Gitua es una Lengua austronesia de la Provincia de Morobe, Papua Nueva Guinea.